# Козја брадица
Козја брадица (позната и као гоути) је стил бради који чине длаке на бради, а често и наусници.